# Somatochlora exuberata
Somatochlora exuberata là loài chuồn chuồn trong họ Corduliidae. Loài này được Bartenev mô tả khoa học đầu tiên năm 1910.